# René Gruau
Pour les articles homonymes, voir Gruau.
René Gruau, pseudonyme de Renato Zavagli-Ricciardelli delle Caminate, né le 4 février 1909 à Rimini (Italie), et mort le 31 mars 2004 à Rome (Italie), est un illustrateur, affichiste et peintre franco-italien réputé pour ses illustrations pour la mode et la publicité. 

## Biographie
Renato Zavagli est né d'un père aristocrate italien, le comte Zavagli-Ricciardelli delle Caminate, et d'une mère française de l'aristocratie parisienne, Marie Gruau de la Chesnaie, dont il gardera plus tard le nom de jeune fille. Le couple se sépare alors que Renato Zavagli est encore jeune enfant ; il vit alors avec sa mère à Milan. 
Agé de quinze ans en 1924 et abandonnant son idée de devenir architecte, René Gruau — il utilise le nom de sa mère et francise son prénom — s'installe à Paris et publie son premier dessin de dessinateur de mode sur les conseils d'une rédactrice de mode italienne. Ses dessins paraissent à la suite en Italie, particulièrement dans le magazine de mode Lidel, mais aussi en Allemagne et Angleterre. À l’époque, les magazines utilisent plutôt des illustrations que des photographies. Dès 1930, il réalise une première illustration pour Balmain.
De 1935 à 1939 sa réputation grandit, il est publié dans Femina, Marianne, Marie Claire, Silhouettes, 
L'Officiel, le magazine du Figaro, et d'autres publications aux États-Unis et en Angleterre.
Durant la Seconde Guerre mondiale, il vit à Lyon puis à Cannes. Installé à Cannes, 1946 marque réellement le début du succès, et sa première collaboration avec International Textiles pour lequel il dessinera toutes les couvertures jusqu’en 1984.
1947 marque le début de sa longue collaboration avec Dior avec lequel il contribue à lancer le New Look d'après-guerre. L'année suivante il part aux États-Unis et travaille pour Harper's Bazaar et occasionnellement pour Vogue, puis devient l'artiste exclusif de Flair.
À partir de 1956, il se consacre aux cabarets du Lido (il dessinera pour cet établissement jusqu'en 1994), du Moulin Rouge à partir de 1961, au Casino de Paris, et collabore avec Jacques Fath, l'entreprise Boussac propriétaire de Christian Dior, Eminence, Blizzand (imperméables). Au cours de sa carrière, ce sont 167 marques de luxe qui utilisent ses illustrations. Il collabore également à de nombreux magazines pour les hommes comme Adam, Club ou Sir. Il dessine également pour le théâtre, des décors et des costumes. Ces années-là marquent la suprématie de la photographie au détriment de l'illustration dans la presse ; René Gruau va alors se spécialiser dans la publicité de mode en plus du théâtre, pour revenir de temps en temps vers le dessin de mode.
De 1950 à sa disparition en 2004 à Rome, celui qui sera surnommé « le dernier survivant des grands illustrateurs de mode » alors que l'illustration a perdu dans les magazines sa prédominance face à la photographie, travaille pour les plus grands noms de la couture, Balmain, Balenciaga, Givenchy, Rochas, tout en continuant les dessins de mode pour Elle, Vogue, Madame Figaro, et L'officiel de la Couture. 
Dès 1977, mais surtout à partir de 1986, de nombreuses expositions de ses illustrations ont lieu en France ou à l'étranger, retraçant une carrière définie par Stéphane Rolland comme « une grâce infinie, image d'un parisianisme mondain, détaché et insolent. »

### Dior
L'histoire de René Gruau est intimement liée à la marque Dior et à son couturier : tous deux sont de jeunes illustrateurs d'une vingtaine d'années lorsqu'ils se rencontrent en 1930 au Figaro,.
En 1947 son ami Christian Dior lui commande le dessin publicitaire du premier parfum, Miss Dior, ainsi que de la fameuse veste « Bar » symbole du New Look. Il fait la campagne pour le second parfum, Diorama, la lingerie et les bas… Dans les années 1950, alors qu'il est demandé par tous les couturiers, Gruau dessine l'affiche de lancement de Diorissimo, puis pour le rouge à lèvres Rouge baiser. Pourtant, la photographie remplace peu à peu l'illustration dans les publicités. Mais Dior reste fidèle. En 1968, c'est la campagne pour Eau sauvage qu'il signe, des dessins transformés en publicité télévisée. D'autres œuvres resteront emblématiques : la ligne de maquillage Diormatic en 1971, le parfum Diorella daté de l'année suivante avec l'image d'une femme moderne en pantalon…
Il restera fidèle pendant quarante ans aux Parfums Christian Dior, jusqu'aux années 1980 où il signera la campagne de publicité du parfum pour homme, Jules. René Gruau a, selon John Galliano, « capturé le style et l'esprit Dior », tout en mouvements, avec la représentation d'une Parisienne chic, et à l'aide de ses trois couleurs fétiches : le rouge, le noir et le blanc.
Début 2011, Galliano présente une collection haute couture — sa dernière — en hommage au style fluide, aux effets ombrés contrastés et aux couleurs en clair-obscur,, au trait noir et épais qui cerne la silhouette de l'illustrateur,,.

## Œuvres publiées

### Illustrations
Dans un grand nombre de magazines dont:
- Femina : (pages de mode et couvertures) de 1935 à 1939 et de 1945 à 1948, puis en 1952
- L'Officiel : (pages de mode et couvertures) en 1940 et de 1946 à 1953 en 1958, 1960, 1964, 1968, et 1989
- Adam : (couvertures et quelques articles) de 1948 à 1957
- Vogue : (couvertures et pages de mode) de 1945 à 1948
- Album du Figaro : (pages de mode) de 1945 à 1948
- Plaisir de France : (pages de mode) en 1949, 1951 et 1953
- Silhouettes : (pages de mode et couvertures) en 1941, 1942, 1944, 1945, 1948 et 1949
- Madame Figaro : (pages de mode et couvertures) de 1986 à 1988
- Marie-Claire : de 1940 à 1943
- Chapeau mode :
- Elle : en 1983

Parmi les magazines étrangers:
- International Textiles (en), plus tard nommé The Ambassador : (pages de mode et couvertures) entre 1948 et 1986
- Sir : entre 1969 et 1980
- Lidel : (pages de mode et couvertures) de 1928 à 1932 et en 1935
- Fortuna : (pages de mode et couvertures) en 1947 et 1948
- Flair : (pages de mode et couvertures) en 1950
- Club : (couvertures) entre 1949 et 1965
- Magazine de la firme Bemberg (couvertures) en 1955, entre 1959 et 1962, en 1964, 1966, 1979, 1980 et 1986
- Harper's Bazaar, USA (pages de mode) en 1950
- Die Dame aux environs de 1930
- 15 août 1930 : Couverture de Lidel
- août 1932 : Couverture de Lidel
- 1936 : Chapeau Caroline Reboux, Publicité
- avril 1938 : Alix, Fémina, Les Drapés
- avril 1938 : Jean Patou, Fémina
- avril 1938 : Madeleine Vionnet,  dans Fémina
- juin 1937 : Coco Chanel Fémina exposition
- juin 1937 : Un nouveau drapé d'Alix ; Fémina exposition
- 1941-1942 : Manteaux d'après-midi dans Silhouette
- octobre 1943 : dans L'Officiel, publicité pour Perrin « La marque du gant et des spécialités couture »
- 1946 : « Été » pour Vogue, publicité pour Dormeuil[réf. nécessaire]
- décembre 1946 : « Bruyère » dans L'Officiel
- Automne-hiver 1947 : Christian Dior, robe du soir Ispahan
- décembre 1947 : Marcel Rochas dans L'Officiel, publicité
- 1949 : 2e trimestre, Jeanne Lafaurie dans Silhouettes, publicité
- octobre 1949 : Jacques Fath  dans L'Officiel, publicité
- 1950 : Publicité
- 1951 : Couverture de Club
- mars 1953 : pour Pierre Balmain, publicité dans L'Officiel
- mars 1953 : Pour Givenchy, « Ensemble noir », couverture pour L'Officiel
- juin 1953 : Adam, couverture
- six couvertures de Club

### Affiches
- 1948 : Rouge Baiser, femme avec un bandeau sur les yeux ;
- 1950 : Rouge Baiser, trois nouveaux modèles, femme avec un chapeau rond, femme avec une colombe devant le visage, femme avec une importante chevelure
- 1950 : Le Bas Scandale ;
- 1953 : Stemm,160 × 240 cm
- 1953 : Ballet de Paris ; Roland Petit, 40 × 60 cm
- 1953 : Concours de dessins de mode, 120 × 80 cm
- 1953 : Pactol lave tout, 165 × 123 cm
- 1955 : Fête de Printemps, fête des chapeaux, 60 × 40 cm
- 1955 : French Cancan, affiche du film de Jean Renoir, 160 × 120 cm et format géant[C'est-à-dire ?]
- 1956 : C'est Magnifique, pour le Lido, 40 × 60 cm et 100 × 150 cm et un horizontal pour format géant
- 1957 : Prestige, pour le Lido, 40 × 60 cm et 120 × 150 cm
- 1957 : Ortalion, parapluies et imperméables ;
- 1957 : Ortalion, bas, deux modèles ;
- 1959 : Avec Plaisir, pour le Lido ;
- 26 octobre 1988 : Affiche pour la soirée des couturiers et créateurs de mode au profit des associations Le Cercle des Médecins et Arcat Sida.

### Exposition
- Dior Illustrated, Rene Gruau and the Line of Beauty, Somerset House, du 10 novembre 2010 au 9 janvier 2011présentation en ligne
- René Gruau, galerie Syvie Nissen, hôtel Carlton, Cannes, août 2012[2]

## Citation
« Une robe réussie est celle qui a la netteté et l’aplomb d’un Gruau. »

— Christian Lacroix